# Jerome Richardson
Jerome Richardson (25. december 1920 i Oakland Californien – 23. juni 2000 i New Jersey USA) er en amerikansk saxofonist, fløjtenist og komponist.
Richardson er mest kendt for sit lange medlemskab af Thad Jones/Mel Lewis Big Band, hvor han skrev klassikeren Groove Merchant.
Han har også spillet med Earl Hines, Charles Mingus, Kenny Clarke, Quincy Jones, Sarah Vaughan, Oliver Nelson, Herbie Hancock, Chico Hamilton, Horace Silver, Steely Dan, Lee Ritenour, Bee Gees etc.

## Diskografi

### Som leder
- Midnight Oil (New Jazz, 1959)
- Roamin' with Richardson (New Jazz, 1959)
- Going to the Movies (United Artists, 1962)
- Groove Merchant (Verve, 1967)
- Jazz Station Runaway (TCB, 1997)

### Som sidemand
- 1955: Oscar Pettiford: Another One (Bethlehem)
- 1955: Kenny Clarke: Bohemia After Dark (Savoy)
- 1955: Ernie Wilkins: Flutes & Reeds (Savoy) with Frank Wess
- 1955: Nat Adderley: That's Nat (Savoy)
- 1955: Sarah Vaughan: In the Land of Hi-Fi (Mercury)
- 1955: Hank Jones: Bluebird (Savoy)
- 1955: Jimmy Cleveland: Introducing Jimmy Cleveland and His All Stars (EmArcy)
- 1956: Cannonball Adderley: In the Land of Hi-Fi with Julian Cannonball Adderley
- 1956: Kenny Burrell: All Night Long (Prestige)
- 1956: Oscar Pettiford: The Oscar Pettiford Orchestra in Hi-Fi (ABC-Paramount)
- 1957: Quincy Jones: This Is How I Feel About Jazz (ABC-Paramount)
- 1957: Phineas Newborn, Jr.: Phineas Newborn, Jr. Plays Harold Arlen's Music from Jamaica (RCA Victor)
- 1957: Oscar Pettiford: The Oscar Pettiford Orchestra in Hi-Fi Volume Two (ABC-Paramount)
- 1957: The Three Playmates - The Three Playmates with George Barrow, Jerome Richardson, Budd Johnson, Sam Price, Kenny Burrell, Joe Benjamin, Bobby Donaldson, Ernie Wilkins (arranger) (Savoy Records, 1957)[1]
- 1958: Gene Ammons: The Big Sound (Prestige), Groove Blues (Prestige)
- 1958: Eddie "Lockjaw" Davis: The Eddie "Lockjaw" Davis Cookbook (Prestige), The Eddie "Lockjaw" Davis Cookbook, Vol. 2 (Prestige), The Eddie "Lockjaw" Davis Cookbook Volume 3 (Prestige), Smokin' (Prestige)
- 1958: Betty Carter: I Can't Help It
- 1958: Abbey Lincoln: It's Magic (Riverside)
- 1958: Ray Brown: This Is Ray Brown
- 1958: Jimmy Cleveland: A Map of Jimmy Cleveland (Mercury)
- 1958: Helen Merrill: You've Got a Date with the Blues (MetroJazz)
- 1959: Tiny Grimes: Tiny in Swingville (Swingville)
- 1959: Jimmy Cleveland: Rhythm Crazy (EmArcy)
- 1959: Dinah Washington: What a Diff'rence a Day Makes!
- 1959: Joe Wilder: The Pretty Sound (Columbia)
- 1959: Ruth Brown: Miss Rhythm (Atlantic)
- 1959: Ahmed Abdul-Malik: East Meets West (RCA Victor)
- 1959: Quincy Jones: The Birth of a Band!, The Great Wide World of Quincy Jones (Mercury)
- 1959: Billy Taylor: Billy Taylor with Four Flutes (Riverside)
- 1960: Randy Weston: Uhuru Afrika (Roulette)
- 1960: Quincy Jones: I Dig Dancers (Mercury)
- 1960: Eddie "Lockjaw" Davis: Trane Whistle (Prestige)
- 1961: Benny Golson: Pop + Jazz = Swing (Audio Fidelity)
- 1961: Etta Jones: So Warm (Prestige)
- 1961: Billy Taylor: Kwamina (Mercury)
- 1961: Cannonball Adderley: African Waltz (Riverside)
- 1962: Junior Mance: The Soul of Hollywood (Jazzland)
- 1962: Blue Mitchell: A Sure Thing
- 1962: Milt Jackson: Big Bags
- 1962: Harry Belafonte: Midnight Special
- 1962: Quincy Jones: Big Band Bossa Nova
- 1962: Quincy Jones: The Quintessence
- 1962: Charles Mingus: The Complete Town Hall Concert (Blue Note)
- 1962: Etta Jones: Love Shout (Prestige), Hollar! (Prestige)
- 1963: Buddy Emmons: Steel Guitar Jazz (Mercury)
- 1963: Lalo Schifrin and Bob Brookmeyer: Samba Para Dos (Verve)
- 1963: Charles Mingus: Mingus Mingus Mingus Mingus Mingus (Impulse!)
- 1963: Charles Mingus: The Black Saint and the Sinner Lady (Impulse!)
- 1964: Lalo Schifrin: New Fantasy (Verve)
- 1964: Cal Tjader: Warm Wave (Verve)
- 1964: Quincy Jones: Quincy Jones Explores the Music of Henry Mancini, Golden Boy (Mercury)
- 1964: J. J. Johnson: J.J.! (RCA Victor)
- 1965: Milt Jackson: Ray Brown / Milt Jackson with Ray Brown (Verve)
- 1965: Quincy Jones: Quincy Plays for Pussycats (Mercury)
- 1965: Lalo Schifrin: Once a Thief and Other Themes (Verve)
- 1965: J. J. Johnson: Goodies (RCA Victor)
- 1965: Jimmy Smith: Monster (Verve)
- 1965: Sonny Stitt: Broadway Soul (Colpix)
- 1965: Shirley Scott: Latin Shadows (Impulse!)
- 1965: J. J. Johnson: Broadway Express (RCA Victor)
- 1966: Oliver Nelson: Oliver Nelson Plays Michelle (Impulse!)
- 1966: Cal Tjader: Soul Burst (Verve)
- 1966: Oliver Nelson: Happenings with Hank Jones (Impulse!)
- 1966: Shirley Scott: Roll 'Em: Shirley Scott Plays the Big Bands (Impulse!)
- 1966: Les McCann: Les McCann Plays the Hits (Limelight)
- 1966: Jimmy Smith: Got My Mojo Workin', Hoochie Coochie Man (Verve)
- 1966: Jimmy McGriff: The Big Band (Solid State)
- 1966: Manny Albam: The Soul of the City (Solid State)
- 1966: Chico Hamilton: The Further Adventures of El Chico (Impulse!)
- 1966: Oliver Nelson: Encyclopedia of Jazz (Verve)
- 1966: Oliver Nelson: The Sound of Feeling (Verve)
- 1966: Clark Terry: Mumbles (Mainstream)
- 1966: J. J. Johnson: The Total J.J. Johnson (RCA Victor)
- 1966: Johnny Hodges: Blue Notes (Verve)
- 1967: Johnny Hodges: Don't Sleep in the Subway (Verve)
- 1967: Sylvia Syms: For Once in My Life (Prestige)
- 1967: Jimmy McGriff: A Bag Full of Blues (Solid State)
- 1967: Kai Winding: Penny Lane & Time (Verve)
- 1967: Antônio Carlos Jobim: Wave (A&M/CTI)
- 1968: Stan Getz: What the World Needs Now: Stan Getz Plays Burt Bacharach and Hal David (Verve, 1968)
- 1968: Earl Coleman: Manhattan Serenade
- 1968: David "Fathead" Newman: Bigger & Better (Atlantic)
- 1968: Stanley Turrentine: Always Something There
- 1968: Nat Adderley: You, Baby
- 1968: Kenny Burrell: Blues - The Common Ground (Verve)
- 1968: Sonny Stitt: Parallel-a-Stitt (Roulette)
- 1968: Nat Adderley: Calling Out Loud
- 1969: Dizzy Gillespie: It's My Way (Solid State)
- 1969: Sonny Stitt: Come Hither (Solid State)
- 1969: Walter Wanderley: Moondreams (A&M/CTI)
- 1969: Dizzy Gillespie: Cornucopia (Solid State)
- 1969: Kenny Burrell: Night Song (Verve)
- 1969: Roy Ayers: Daddy Bug (Atlantic)
- 1969: Milton Nascimento - Courage (A&M/CTI)
- 1969: George Benson - Tell It Like It Is (A&M/CTI)
- 1969: George Benson: ‘’The Other Side of Abbey Road (A&M/CTI)
- 1969: Herbie Hancock: The Prisoner (Blue Note)
- 1969: Phil Woods: Round Trip (Verve)
- 1970: Mose Allison: Hello There, Universe (Atlantic)
- 1970: Quincy Jones: Gula Matari (A&M)
- 1970: Johnny Hodges: 3 Shades of Blue (Flying Dutchman)
- 1970: Leon Thomas: The Leon Thomas Album (Flying Dutchman)
- 1970: The Thad Jones / Mel Lewis Orchestra: Consummation
- 1970: Billy Butler: Yesterday, Today & Tomorrow (Prestige)
- 1971: Stanley Turrentine: Salt Song (CTI)
- 1971: Gene Ammons: Free Again (Prestige)
- 1971: Reuben Wilson: Set Us Free
- 1972: Quincy Jones: The Hot Rock OST (Prophesy)
- 1972: Steely Dan: Can't Buy a Thrill
- 1973: Lalo Schifrin: Enter the Dragon (soundtrack) (Warner Bros.)
- 1973: Kenny Burrell: Both Feet on the Ground (Fantasy)
- 1973: Bee Gees: Life in a Tin Can
- 1974: Kenny Burrell: Up the Street, 'Round the Corner, Down the Block (Fantasy)
- 1974: Moacir Santos: Saudade (Blue Note)
- 1975: Kenny Burrell: Ellington Is Forever (Fantasy)
- 1975: Horace Silver: Silver 'n Brass (Blue Note)
- 1975: Oliver Nelson: Skull Session (RCA/Flying Dutchman), Stolen Moments (East Wind)
- 1975: Richard "Groove" Holmes: Six Million Dollar Man, (RCA/Flying Dutchman)
- 1975: Moacir Santos: Carnival of the Spirits
- 1975: Kenny Burrell: Sky Street, Ellington Is Forever Volume Two (Fantasy)
- 1975: Gino Vannelli: Storm at Sunup (A&M)
- 1976: Bobby Bland, B. B. King - Bobby Bland and B. B. King Together Again...Live
- 1976: Wade Marcus: Metamorphosis
- 1976: Carmen McRae: Can't Hide Love
- 1976: Zoot Sims: Hawthorne Nights (Pablo)
- 1976: Milt Jackson: Feelings (Pablo)
- 1976: Lee Ritenour: First Course
- 1977: Dizzy Gillespie: Free Ride (Pablo)
- 1977: Benny Golson: Killer Joe (Columbia)
- 1977: Quincy Jones: Roots (A&M)
- 1979: The Crusaders: Street Life
- 1979: Earth, Wind & Fire: I Am
- 1980: Kenny Burrell: Heritage (AudioSource)
- 1981: Gerald Wilson: Lomelin (Discovery)
- 1990: Joey DeFrancesco: Where Were You? (Columbia)
- 1991: Clifford Jordan: Down Through the Years (Milestone)
- 1992: Jimmy Heath: Little Man Big Band (Verve)